# روبرت باتيسون
روبرت باتيسون (بالإنجليزية: Sir Robert Pattinson)‏ هو سياسي بريطاني (وحمل سابقاً جنسية المملكة المتحدة لبريطانيا العظمى وأيرلندا)، ولد في 19 فبراير 1872، وتوفي في 4 ديسمبر 1954. حزبياً، نشط في الحزب الليبرالي. في الانتخابات العامة في المملكة المتحدة 1922 ‏، انتخب عضو برلمان المملكة المتحدة الـ32 عن دائرة Grantham (UK Parliament constituency) ‏ (15 نوفمبر 1922 – 16 نوفمبر 1923).